# ديفيد دبليو. جونز
ديفيد دبليو. جونز (بالإنجليزية: David W. Jones)‏ هو محامي وسياسي أمريكي، ولد في 25 مارس 1815، وتوفي في 17 نوفمبر 1879. حزبياً، نشط في الحزب الديمقراطي.